# Transport Protocol Experts Group
Transport Protocol Experts Group („expertní skupina dopravních protokolů“) nebo zkráceně TPEG (vyslov. [týpeg]) je skupina expertů, vedená Evropskou vysílací unií, a také specifikace pro přenos jazykově nezávislých, vícedruhových, dopravních a cestovních informací, kterou tato skupina vyvinula. Skupinu založila roku 1997 Evropská vysílací unie, jejími členy se stali experti ze všech oborů v oblasti dopravních a cestovních informací, stejně jako z oblasti vysílání. Ověřením počátečních prací se zabýval tříletý projekt TPEG, který byl zčásti financován Evropskou komisí.
TPEG zčásti vychází z práce na RDS-TMC s tím rozdílem, že TPEG je čitelný jak člověkem, tak strojem. TPEG se vyznačuje tím, že nevyžaduje na straně přijímacích zařízení existenci rozsáhlých tabulek lokací nebo přednastavených číselníků frází. 

## Různé formy přenosu TPEG
TPEG se momentálně používá ve dvou formách. Binární formát TPEG je navržen k přenosu pomocí DAB a DMB. TpegML je XML implementace navržená pro použití v redakčních systémech, pro přenos pomocí Internetu a DVB.

## Formy využití TPEG
TPEG je modulární sada nástrojů, standardizovaná normami CEN a ISO. Je sestavená pro následující způsoby využití:
- RTM (Road Traffic Message) – zprávy silničního provozu
- PTI (Public Transport Information) – informace o veřejné dopravě
- Loc – odkazování na polohu, používané v souvislosti s ostatními způsoby využití

Ve stádiu vývoje se nachází také:
- PKI (Parking Information) – informace o parkování
- CTT (Congestion and Travel-Time) – stupně provozu a doby dojezdu
- TEC (Traffic Event Compact) – stručné dopravní události
- WEA (Weather) – informace o počasí pro cestující

RTM je využití, které zachází – jak samo jméno napovídá – s dopravními informacemi. Jde o plnohodnotný způsob zápisu pro širokou škálu silničních dopravních informací, od nehod, překážek až po zácpy a zpoždění. Toto využití je v současnosti popsáno v normě ISO TS 18234-4.
PTI je přirozeným doplňkem k RTM, zabývající se veřejnou dopravou od železniční a autobusové dopravy až po leteckou dopravu a trajekty. Toto využití je v současnosti popsáno v normě ISO TS 18234-5.
PKI je využití, které v budoucnosti dovolí přenášet informace o možnostech parkování. Specifikace tohoto využití je uvedena v normě ISO TS 24530-5, která je ve stádiu „Návrh ke komentářům“.
CTT je využití, které se soustředí na poskytování informací řidičům o stupních provozu a dojezdních dobách. Specifikace tohoto využití se v současnosti nachází ve stádiu pozdního návrhu.
TEC je zestručněné využití pro informace o dopravních událostech, zacílené především na zařízení poskytující dynamické navigační služby. Specifikace tohoto využití je momentálně v rané fázi návrhu.

## Určování polohy v TPEG
TPEG si získal věhlas především díky svému přístupu k odkazování na polohu, TPEG-Loc. tpeg-locML, resp. TPEG-Loc pro binární služby, vychází do jisté míry z přístupu ILOC, a byl dále rozšířen o rozsáhlé promyšlené struktury, které umožňují popsat polohu v sítích. Tento způsob je využíván hlavně v tpegML a jednotlivých využitích TPEG, ale je také přijat ve formátech OTAP a Datex.

## Metoda návrhu
V počátečních dnech vývoje byly způsoby využití TPEG navrhovány ve dvou skupinách. Na jedné straně byli experti na kódování a na druhé straně návrháři. V té době byl hlavním těžištěm binární přenos pomocí DAB. S tím, jak se XML stalo technologií hlavního proudu, bylo také rychle přijato vývojáři TPEG, kteří sjednotili rozdílné přístupy. Zároveň se jasně ukázalo, že XML nabízí další kanál pro přenos dopravních a cestovních informací. Aktuální pracovní programy zahrnují sestavení UML popisů, které budou automaticky generovat XML a binární specifikace.